# 샤토이
모듈:Location_map 425번째 줄에서 Lua 오류: longitude에 지정된 "45.41.57" 값은 유효하지 않습니다.

세로 사토이

샤토이(러시아어: Шато́й)은 체첸 공화국에 위치한 마을로 샤토이스키 군의 중심지이다.
2002년의 조사에 따르면 인구는 1,771명이다.